# Miranda (namn)
För andra betydelser, se Miranda.

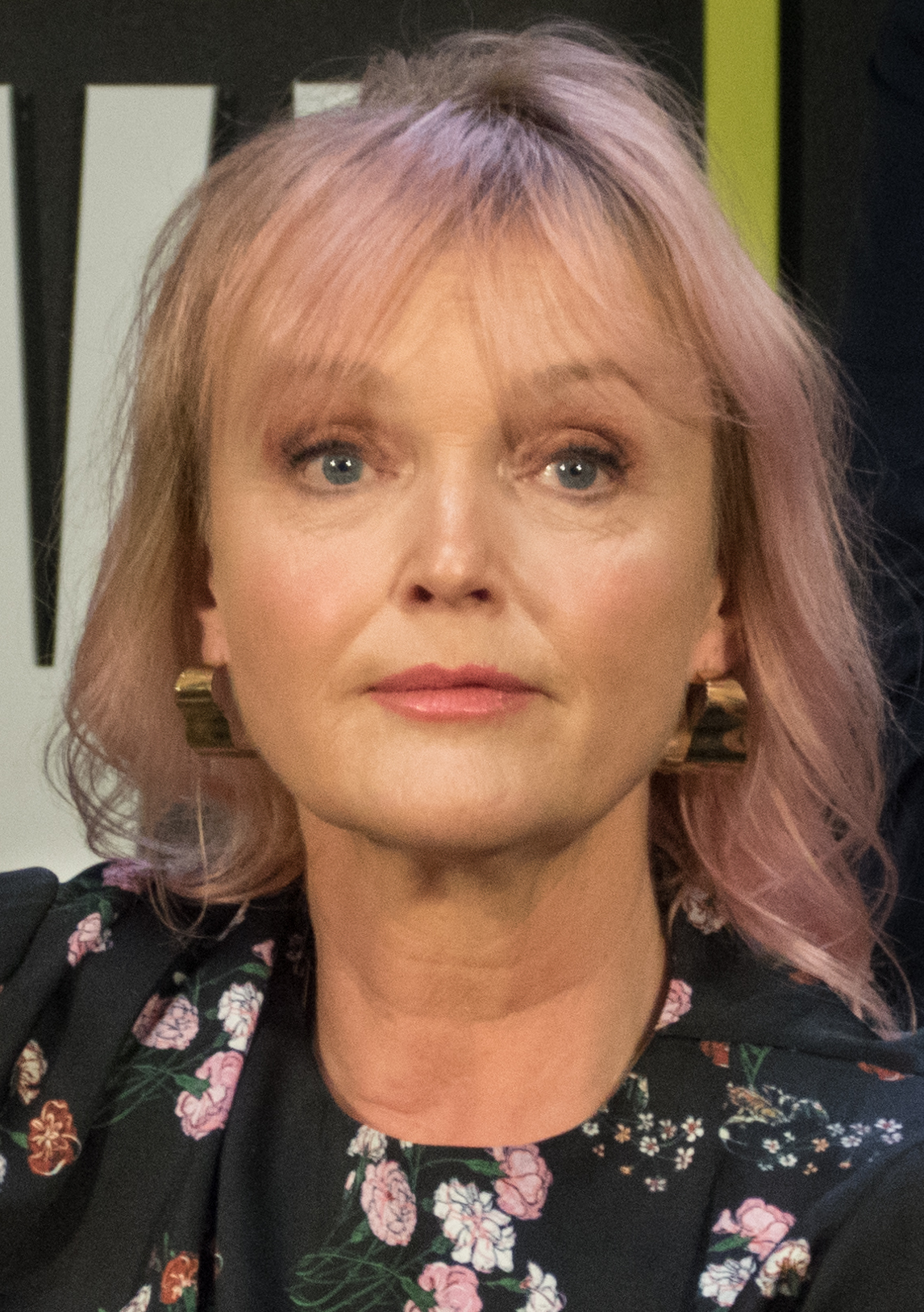
Miranda Richardson, 2018.

Miranda är ett förnamn och efternamn. År 2015 fanns det i Sverige 3 922 kvinnor och 5 män med förnamnet Miranda, varav 2 636 kvinnor och 1 man hade det som tilltalsnamn eller förstanamn, det fanns även 106 personer med efternamnet Miranda. Befolkningsregistercentralen i Finland uppger att 311 kvinnor fick detta namn under åren 2000-2009. Namnet kommer från latinets mirandus som betyder förvånad, häpen eller  beundransvärd. Troligen förekommer namnet för första gången i William Shakespeares pjäs Stormen. En av Uranus månar heter Miranda, se Miranda (måne).
Miranda är även namnet på huvudpersonen i den australiska författaren Joan Lindsays roman Picnic at Hanging Rock (1967), som filmatiserades av Peter Weir 1975. På spanska betyder "miranda" utkiksplats.  
I den finlandssvenska namnsdagslängden har Miranda namnsdag 5 maj sedan 2015.

## Personer med förnamnet Miranda
- Miranda Cosgrove, amerikansk skådespelare och sångerska.
- Miranda Kerr, australisk fotomodell.
- Miranda Lambert, amerikansk countrysångerska och låtskrivare.
- Miranda Lee, australisk författare.
- Miranda Otto, australisk skådespelare.
- Miranda Richardson, brittisk skådespelare.
- Miranda Silvergren, svensk artist.

## Personer med efternamnet Miranda
- Carmen Miranda, brasiliansk sångerska och skådespelerska.
- Lin-Manuel Miranda, amerikansk skådespelare, dramatiker, kompositör, sångare och filmregissör.
- Cyril Miranda, fransk längdåkare.
- Danny Miranda, kubansk basebollspelare.
- Dionisio Miranda, filippinsk präst och teolog.
- Francisco de Miranda, sydamerikansk militär och rebelledare.
- Isa Miranda, italiensk skådespelare.
- João Miranda, brasiliansk fotbollsspelare.
- Juan Carreño de Miranda, spansk målare.
- Patricia Miranda, amerikansk brottare.
- Perseo Miranda, italiensk sångare, radioprogramledare och låtskrivare.